# Emmanuel Hocquard
Pour les articles homonymes, voir Hocquard.
Emmanuel Hocquard, né le 11 avril 1940 à Cannes et mort le 27 janvier 2019 à Mérilheu, Hautes-Pyrénées, est un poète et traducteur français.

## Biographie
Emmanuel Hocquard grandit à Tanger au Maroc.
Fortement influencé par Wittgenstein, Emmanuel Hocquard peut être défini comme un tenant d'une « modernité négative ». Il a créé en 1973, avec Raquel Levy, la maison d'édition Orange Export Ltd. Cette structure disparaît en 1986 après avoir été pendant près de 20 ans un foyer de rencontre entre les générations. Hocquard a également dirigé le département de littérature contemporaine à l’A.R.C. (Animation, Recherche, Confrontation) au Musée d’Art Moderne de la Ville de Paris de 1977 à 1991 puis fondé en 1989 une association destinée à favoriser une meilleure connaissance, en France, de la poésie américaine contemporaine : Un bureau sur l’Atlantique.
Son travail, qui se réclame des objectivistes américains (Charles Reznikoff ou George Oppen), s’attache à rompre avec le lyrisme pour privilégier des formes minimalistes et descriptives. Le poète selon Emmanuel Hocquard est « un guetteur involontaire de notre quotidien, et qui en retient ce qu’il veut en retenir. (…) Il s’agit alors de parvenir à une sorte d’écriture tabulaire, de l’ordre de la photographie, d’où serait exclu tout attirail métaphorique, c’est-à-dire toute pseudo-profondeur, et qui néanmoins s’imposerait au regard, à l’oreille et à la sensibilité même comme “poétique”, à cause de son agencement, sa grammaire et sa focale ».
Dans Un privé à Tanger (1987) ironiquement appelé roman, Emmanuel Hocquard rassemble à la manière d'un montage de film, des poèmes, des éléments de journal de voyage, des textes critiques. Un deuxième volume du Privé à Tanger, Ma haie est publié en 2001. C'est une succession de textes hétéroclites qui forment selon l'auteur « une sorte de rhizome incontrôlé.» Dans Le Cap de Bonne Espérance (1988), Emmanuel Hocquard écrit : « Tel fut mon art : de brusques contrastes entre un prosaïsme trivial et de nostalgiques élans de l’âme ; la rapidité des changements de ton, l’emploi d’une langue familière qui ne s’interdisait pourtant pas les emprunts érudits, les réminiscences mythologiques, le recours aux abstractions. »

## Œuvres
- Le Portefeuil, avec des sérigraphies de Raquel, Orange Export Ltd., 1973
- Album d’images de la villa Harris, Hachette/POL, Paris 1978
- Les dernières nouvelles de l’expédition sont datées du 15 février 17.., Hachette/POL, Paris, 1979
- Une journée dans le détroit, Hachette/P.O.L, Paris, 1980
- Une ville ou une petite île, Hachette/P.O.L, Paris, 1981
- Aerea dans les forêts de Manhattan, POL, Paris, 1985. Prix France Culture
- Des nuages & des brouillards, Spectres Familiers, été 1985
- Le Modèle et son peintre (en collaboration avec Alexandre Delay), Villa Médicis, Rome, 1987
- Un privé à Tanger, POL, Paris, 1987
- La Bibliothèque de Trieste, Éditions Royaumont, Asnières sur Oise, 1988
- Le Cap de Bonne-Espérance, POL, Paris, 1989
- Deux étages avec terrasse et vue sur le détroit, Royaumont, Asnières sur Oise, 1989
- Les Elégies, POL, Paris, 1990  (ISBN 2-86744-184-6) (BNF 35086154)
- Hier (avec Alexandre Delay), Musée de l'Élysée, Lausanne, 1991
- Théorie des tables, POL, Paris, 1992
- Allo Freddy ? (avec Juliette Valéry), cipM, Marseille, 1996
- Un test de solitude, POL, Paris, 1998
- Le Consul d’Islande, POL, Paris, 2000
- Ma haie, POL, Paris, 2001
- L'Invention du verre, POL, Paris, 2003
- Silva, variation sur le thème du jadis de Pascal Quignard, Contrat Maint, 2003
- Une grammaire de Tanger (2006-2016)
  - Terrasse à la kasbah, « Le Cahier du Refuge », cipM, Marseille, 2006
  - Une grammaire de Tanger, « Le Refuge en Méditerranée », cipM, Marseille, 2008
  - Les babouches vertes, Une grammaire de Tanger II, « Le Refuge en Méditerranée », cipM, Marseille, 2009
  - Les coquelicots, Une grammaire de Tanger III, « Le Refuge en Méditerranée », cipM, Marseille, 2011
  - Avant, Une grammaire de Tanger IV, Épilogue, « Le Refuge en Méditerranée », cipM, Marseille, 2012
  - Ce qui n'advint pas, Une grammaire de Tanger V, Post-scriptum, « Le Refuge en Méditerranée », cipM, Marseille, 2016
- Conditions de lumière, POL, Paris, 2007  (ISBN 978-284682-205-3)
- Méditations photographiques sur l'idée simple de nudité, POL, Paris, 2009  (ISBN 978-2-84682-445-3)
- Ruines à rebours, L'Attente, Bordeaux, 2010
- Un anniversaire, Contrat maint, 2015
- Comme un orage, cipM, Marseille, 2016
- Muriel film, cipM, Marseille, 2017
- Le Cours de Pise, POL, Paris, 2018  (ISBN 978-2-8180-4188-8)
- Une grammaire de Tanger, POL, Paris, 2022

### Anthologies
- 21+1 poètes américains d'aujourd'hui (en collaboration avec Claude Royet-Journoud), Université de Montpellier, éditions Delta, 1986
- Orange Export Ltd. 1969-1986 (en collaboration avec Raquel), Paris, éditions Flammarion, 1986 ; rééd. 2020
- 49+1 nouveaux poètes américains (en collaboration avec Claude Royet-Journoud), éditions Un bureau sur l'Atlantique/Royaumont, 1991
- Tout le monde se ressemble, une anthologie de poésie contemporaine, Paris, P.O.L., 1995

### Traductions
- Charles Reznikoff, Le Musicien (en collaboration avec Claude Richard), POL, 1986
- Fernando Pessoa, Alvaro de Campos, choix de poèmes (1914-1935) (en collaboration avec Rémy Hourcade), éditions Royaumont, 1986
- Paul Auster, Effigies, éditions Unes, 1987
- Antonio Cisneros, Chant cérémonial contre un tamanoir (en collaboration avec Raquel), éditions Unes, 1989
- Michael Palmer, Série Baudelaire (en collaboration avec Philippe Mikriammos), Les Cahiers de Royaumont, 1989
- Antonio Cisneros, Les Grandes Questions célestes (en collaboration avec Raquel), 1990
- John Taggart, Poème de la chapelle Rothko (en collaboration avec Pierre Alféri), Un Bureau sur l'Atlantique, Royaumont, 1990
- Démosthène Agrafiotis, Déviations (en collaboration avec l'auteur), Les Cahiers de Royaumont, 1991
- Claude Esteban, L'insomnie, journal (en collaboration avec Raquel Levy), Fourbis, 1991
- Natacha Strijevskaïa, Le Froid (en collaboration avec Rémy Hourcade), Royaumont, 1993
- Benjamin Hollander, Onome, Format Américain, 1994
- Michael Palmer, Sun (en collaboration avec Christine Michel), POL, 1996